# Polskie Stowarzyszenie Miłośników Fantastyki
Polskie Stowarzyszenie Miłośników Fantastyki – organizacja zrzeszająca kluby i miłośników fantastyki, powstała w Warszawie w czerwcu 1981. W 1985 liczyła 1500 członków. Przestała istnieć ok. 1989.

## Historia
PSMF powstało po rozpadzie Ogólnopolskiego Klubu Miłośników Fantastyki i Science Fiction. Do czołowych działaczy należeli: Maciej Makowski, Marek Milewski, Sławomir Pikuła, wieloletnim prezesem był Andrzej Szatkowski.
Stowarzyszenie reprezentowało polski fandom w Europejskim Stowarzyszeniu Science Fiction.
W dniach 15–16 marca 1986 roku  w Zielonej Górze odbył się trzeci walny zjazd Stowarzyszenia. Wzięli w nim udział delegaci z oddziałów Stowarzyszenia, obserwatorzy z klubów PSMF i zaproszeni goście. Wybrano nowe władze. Prezesem został Andrzej Szatkowski, wiceprezesami Maciej Makowski i Jacek Rodek.

## Oddziały
Zrzeszało – jako oddziały wojewódzkie – kluby miłośników fantastyki, częstokroć istniejące wcześniej:
- Warmiński Oddział "Stalker" w Olsztynie powstał w 1984 roku z połączenia dwóch klubów działających przy klubie studenckim "Docent" i obserwatorium astronomicznym. Inicjatorem powstania klubu Stalker był Wojtek Sedeńko. W latach 1985–1988 klub organizował imprezę dla fanów Stalcon[3]. Stalcon'85 odbył się w dniach 24–27 października 1985 roku. Oprócz pokazu filmów odbyło się spotkanie z Markiem Baranieckim i przedstawicielami redakcji pisma Fantastyka[4]. W dniach 4–7 września 1986 roku Stalcon 86 został zorganizowany w ośrodku wypoczynkowym PGR w Szyprach. W 1987 roku Wojtek Sedeńko utworzył niezależny od PSMF Warmiński Klub Fantastyki. Po tym jak przeszła do niego część działaczy klub przestał istnieć w 1988 roku[5].
- Warszawski Klub "SFERA",
- Oddział zielonogórski, Zielonogórski oddział PSMF we współpracy z Zaodrzańskimi Zakładami Przemysłu Metalowego „ZASTAL” zorganizował w dniach 12–14 września Bachanalia Fantastyczne. Oprócz pokazu filmów przygotowano konkurs wiedzy o literaturze SF, spotkania z pisarzami: Markiem Baranieckim, Markiem Oramusem i Maciejem Parowskim[6].
- Oddział lubelski,
- Klub PSMF w Pruszkowie „Sfinks”,
- Klub PSMF w Staszowie,
- Klub PSMF w Żyrardowie,
- Klub PSMF w Opolu „Eden”,
- Klub PSMF w Ostrołęce, W latach 80. XX wieku działał w Ostrołęce klub PSMF Avallon. W  dniach 23–24 listopada 1986 klub zorganizował Dni Fantastyki. W pokazach filmowych wzięło udział około 300 osób. Podczas spotkania prezentowano gry komputerowe, wystawę prac graficznych członka klubu Radosława Jurkiewicza, zorganizowano giełdę książek SF i konkurs wiedzy o fantastyce[7].
- Klub PSMF w Bydgoszczy „Maskon”,
- Klub PSMF w Świnoujściu „Wąż Morski”. W latach 1984–1987 styczniu organizował Ogólnopolski Przegląd Filmów Fantastycznych.  W 1986 roku przegląd odbył się w dniach 23–26 stycznia. W ramach imprez towarzyszących odbyło się spotkanie z Markiem Oramusem i przedstawicielami redakcji Fantastyki oraz pokaz gier komputerowych[8] W 1987 roku odbył on się w dniach 15–18 stycznia. Podczas imprezy odbyło się spotkanie z Bolesławem Hołdysem i Maciejem Parowskim[9].
- Klub PSMF w Kielcach „Nadir”, Klub przystąpił do PSMF w grudniu 1985 roku[10]
- Klub PSMF „Colaps” w Gdyni. W dniach 5–6 grudnia 1986 zorganizował on wspólnie ze Stoczniowym Klubem Fantastyki „SF-2001” Nordicon'86 jako konwent klubów  północnej Polski. W imprezie zorganizowanej w Wieżycy wzięło udział około 190 osób. Oprócz pokazu filmów działało studio przegraniowe w którym nagrywano dla klubów filmy, konkurs wiedzy o filmie i literaturze fantastycznej oraz spotkanie w sprawie organizacji Polconu'87[11]

Po rozpadzie PSMF kluby podjęły działalność jako organizacje niezależne.

## Działalność

### Nagrody
PSMF ustanowiło jedną z pierwszych polskich nagród literackich w dziedzinie fantastyki – Złotą Sepulkę, która była przyznawana w latach 1983–1986. Po raz ostatni za rok 1986 podczas Falkconu'87, który odbył się w dniach 7–10 maja 1987 w Chańczy koło Staszowa.
PSMF ustanowiło również, przyznawaną do dziś, Nagrodę im. Janusza A. Zajdla.
Stowarzyszenie ustanowiło Fundusz im. Stefana Grabińskiego, z którego finansowano zapomogi i stypendia dla autorów fantastyki oraz który ułatwiał debiuty młodym twórcom.

### Imprezy
Stowarzyszenie zorganizowało konwent "Polcon" (niemający nic wspólnego z późniejszymi "Polconami") w ramach Dni Fantastyki w Dzierżoniowie w 1983. W dniach 10–12 października 1985 roku odbył się kolejny Polcon w Błażejewku. Oprócz pokazów filmów odbyło się spotkanie z Poulem Andersonem, a warszawski klub przygotował wystawę grafik. Polcon 1987 został zorganizowany w dniach 10–13 czerwca w Warszawie. Większość imprez zorganizowano w klubie Stodoła.
Prezes PSMF, Andrzej Szatkowski w latach 1984–1989 prowadził Redakcję Fantastyki w Studenckiej Oficynie Wydawniczej "ALMA-PRESS". Pod patronatem PSMF redakcja wydała kilkanaście pozycji książkowych science-fiction i fantasy.

### Czasopisma
Wydawało dwa periodyki:
- SFera – magazyn ukazujący się nieregularnie w latach 1984–1988[14].
- Feniks – kwartalnik literacko-krytyczny ukazujący się w latach 1985–1986

Wydało następujące pozycje książkowe:
- Sposób na wszechświat (zbiór opowiadań) PSMF, ŚKF, 1982
- Grzegorz Drukarczyk – Reguła baśniowego mroku PSMF, "Alma-Press", 1986

#### Klub Twórców PSMF
Klub powstał podczas zjazdu założycielskiego w Golejowie koło Staszowa, który odbył się w dniach 9–12 maja 1985 roku. Prezesem został wybrany Rafał A. Ziemkiewicz, a wiceprezesem Krzysztof Kochański. Klub powstał z inicjatywy Andrzeja Szatkowskiego. Decyzję o przyjęciu do klubu na okres kandydacki podejmowała Komisja Kwalifikacyjna w składzie: Robert Azembski, Jarosław Grzędowicz i Katarzyna Urbanowicz. Celem klubu była promocja twórczości członków klubu poprzez promocję ich twórczości w kraju i zagranicą. Rozwojowui członków słuzyły organizowane warsztay i seminaria. Klub miał swoją siedzibę w Warszawie na ul. Barcelońskiej. W 1987 roku klub ogłosił konkurs Short Stories na niepublikowane opowiadanie o objętości maksymalnie 2 strony maszynopisu.